# Kim Jong-hun
Kim Jong-hun (Pyongyang, 1º settembre 1956) è un allenatore di calcio ed ex calciatore nordcoreano, tecnico del Sobaeksu.

## Carriera
Tra il 2007 e il 2010, Kim fu il commissario tecnico della nazionale di calcio nordcoreana, con la quale partecipò al campionato mondiale disputatosi in Sudafrica nel 2010; la squadra fu eliminata nella fase a gironi con tre sconfitte contro Brasile, Portogallo e Costa d'Avorio.
Secondo l'agenzia di stampa Radio Free Asia, una volta tornato in patria al termine del campionato mondiale, Kim fu messo alla gogna per ore davanti a più di quattrocento persone; la fonte riporta anche che fu accusato di tradimento nei confronti di Kim Jong-un, espulso dal partito dei lavoratori e spedito per qualche tempo ai lavori forzati. La FIFA ordinò un'inchiesta che, tuttavia, non appurò alcuna prova concreta al riguardo.
Nel 2011 assunse la guida del Sobaeksu.